# 可乐鸡翅

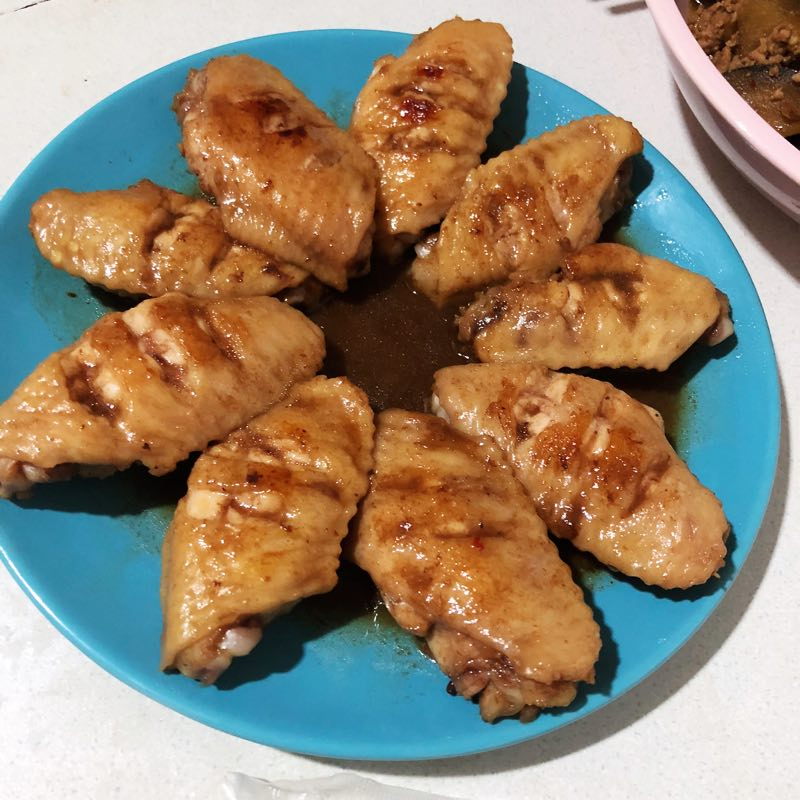

可乐鸡翅（英語：Cola chicken），是一道亞洲家庭里常出现的家常菜。主要使用的食材有可乐和鸡翅。它是一种鸡肉料理。 所用的可乐通常与其他成分混合，例如酱油，烧烤酱或番茄酱。 可乐可以选普通或无糖可乐。 随着菜肴的烹饪，收汁，这个过程会加重可乐的味道并且在过程中产生冻胶。 它可能具有黏性，具体取决于其烹饪方式。 可乐鸡翅是一道具有酸甜风味的菜肴，而可乐则赋予鸡肉丰富的风味。可乐鸡翅味道偏甜，老少皆宜，但不适合糖尿病或高血压患者食用。常用作法發源于台湾，與可樂滷蛋、可樂豬腳、可樂雞、沙士雞、C.C. Lemon雞、同為用飲料入菜的台湾常見餐點。

## 食材
所需食材一般有鸡翅、可乐、大蒜、姜、料酒、酱油、盐等。其中鸡翅和可乐必不可少。注意不宜使用无糖可乐（Diet Coke），因为可乐中含有的糖分对这道菜会起到主要的调味作用。

## 做法
鸡翅洗净开花刀，将准备好的鸡翅使用适量的料酒，大蒜和姜进行腌渍30分钟。冷油下锅烧热，把腌渍好的鸡翅下锅煎至两面金黄后倒入没过鸡翅的可乐(可乐选用含糖可乐，无糖可乐会影响可乐鸡翅的口感)，小火慢炖至鸡翅九分熟，加入适量的盐和酱油进行调味，最后开大火进行收汁即可装盘食用。